# 신이세사키역
신이세사키역(일본어: 新伊勢崎駅)은 일본 군마현 이세사키시에 있는 역이다. 역 번호는 TI 24이다.

## 역사
- 1910년
  - 3월 27일: 도부 철도 이세사키 선 오타 ~ 당역 구간 개통.
  - 7월 13일: 도부 철도 이세사키 선 당역 ~ 이세사키 역간 개통.
- 1927년 10월 1일: 도부 철도 이세사키 선 다테바야시 ~ 이세사키 역간 전철화.
- 2006년 3월 18일: 오타 ~ 이세사키 역 구간의 원맨 운전 개시 및 아사쿠사까지 직통하는 열차는 특급 "료모"의 1왕복만 개시.
- 2012년 4월 2일: 신역사의 디자인 결정.
- 2013년 10월 19일: 고가화 공사 완공, 신역사 공용 개시.

## 역 구조
상대식 승강장 2면 2선의 고가역이다.

### 타는 곳
| 번호 | 노선        | 방향 | 행선                                                                                         |
| ---- | ----------- | ---- | -------------------------------------------------------------------------------------------- |
| 1    | 이세사키 선 | 하행 | 이세사키 방면                                                                                |
| 2    | 이세사키 선 | 상행 | 오타・아시카가시・다테바야시・ 도부 스카이트리 라인 기타센주・도쿄 스카이트리・아사쿠사 방면 |

## 역 주변
- 베이시아 IS 이세사키점
- NTT 이세사키 빌딩
- 이세사키 시 관공서
- 이세사키 시 후쿠시 플라자
- 이세사키 시 미나미 공민관
- 이세사키 주오마치 우체국

## 사진

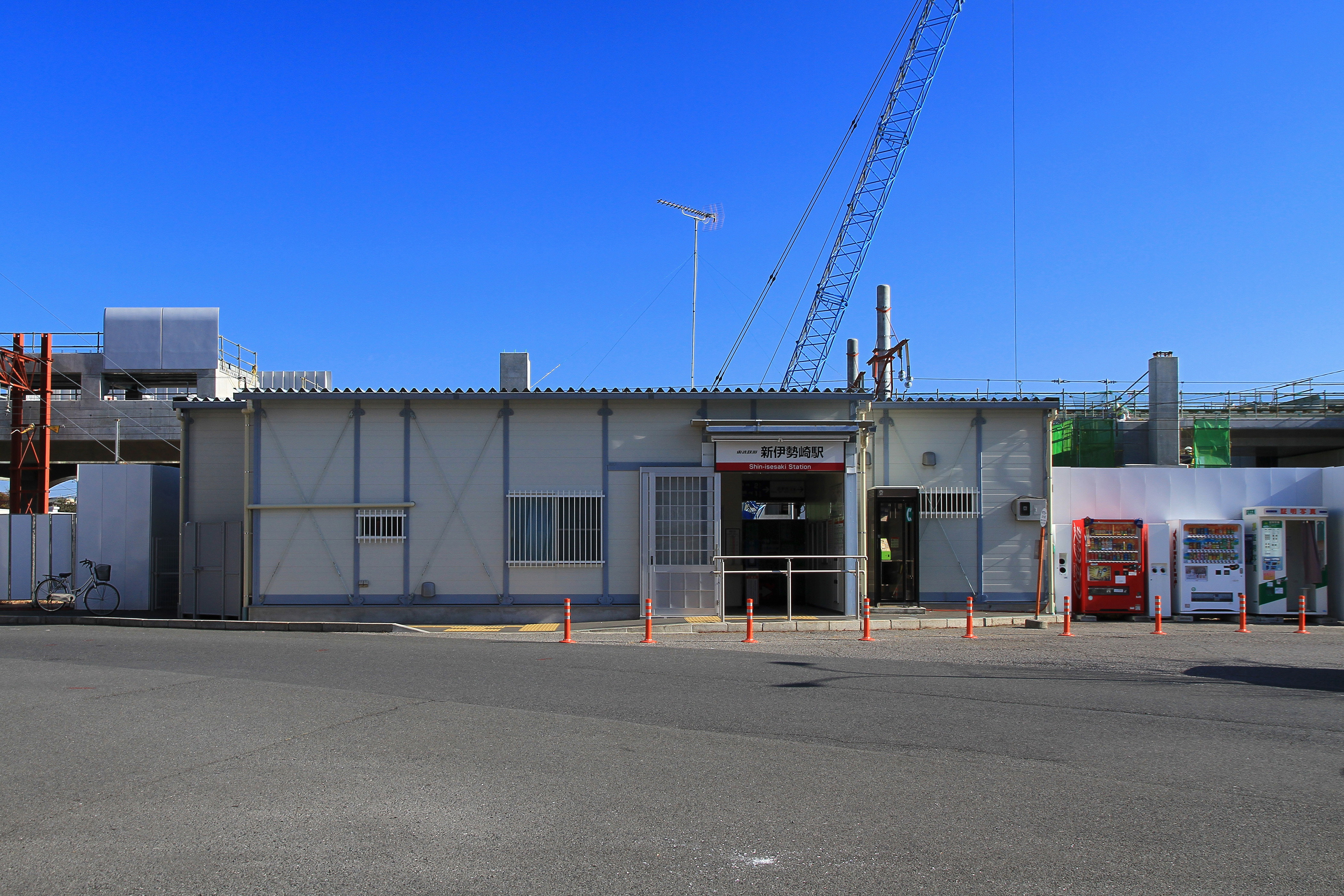
입체화 전 임시 역사(2012년 12월 20일)

## 인접역
| 도부 철도 이세사키 선      | 도부 철도 이세사키 선 | 도부 철도 이세사키 선        |
| -------------------------- | --------------------- | ---------------------------- |
| TI 23 고시 다테바야시 방면 | ■ 보통                | 이세사키 TI 25 이세사키 방면 |